# John Bonello
John Bonello (Msida, 10 de mayo de 1958) es un exfutbolista maltés que jugaba de guardameta.

## Biografía
Bonello se formó como futbolista en el Fgura United y en 1973 fue contratado por el Paola Hibernians, equipo en el que desarrollaría casi toda su carrera. Su debut oficial con el primer equipo llegó en 1974.
En 1980 se convirtió en uno de los primeros futbolistas malteses en dar el salto al extranjero, al ser contratado por el Sport-Club Herford alemán. Tan solo disputó seis partidos y al año siguiente regresó a Malta. Desde entonces se consolidó como guardameta titular tanto en el Paola Hibernians como en la selección maltesa.
La trayectoria de Bonello quedó marcada por el partido entre España y Malta del 21 de diciembre de 1983, en el que los visitantes perdieron por 12-1. La diferencia de once goles sirvió para clasificar a España en la Eurocopa 1984. Este mal resultado supuso un punto de inflexión en el fútbol de Malta, que fue reformado para adoptar una estructura semiprofesional. Bonello continuó siendo el portero titular de Malta hasta su retirada internacional en 1987.
Una vez perdió la titularidad en el Hibernians en favor de Mario Muscat, en 1996 se marchó al Ħamrun Spartans y dos años después colgó las botas.
Después de su retirada estuvo trabajando como entrenador de porteros de la selección de Malta. En 2006 protagonizó un anuncio de la cerveza española Amstel en el que parodiaba su desempeño en el 12-1.
Tiene un hijo, Henry Bonello, que también ha sido guardameta internacional por Malta.

## Trayectoria
| Club                   | País     | Año         |
| ---------------------- | -------- | ----------- |
| Paola Hibernians F. C. | Malta    | 1973 - 1980 |
| S. C. Herford          | Alemania | 1980 - 1981 |
| Paola Hibernians F. C. | Malta    | 1981 - 1996 |
| Ħamrun Spartans F. C.  | Malta    | 1996 - 1998 |